# 奧古斯都·埃斯特
奧古斯都·弗雷德裡克·埃斯特爵士 KCH Kt（英語：Sir Augustus Frederick d'Este；1794年1月13日—1848年12月28日），原名奧古斯都·弗雷德裡克·漢諾威（Augustus Frederick Hanover）是薩塞克斯公爵奧古斯都·弗雷德里克王子與第一任妻子奧古絲塔·莫瑞所生的長子。英國國王喬治三世的孫子，維多利亞女王的堂兄。因為父母婚姻的不合法性，導致奧古斯都的身份為私生子。奧古斯都也是最早可以明確診斷多发性硬化症的人。

## 生平
奧古斯都是薩塞克斯公爵奧古斯都·弗雷德里克王子與奧古絲塔·莫瑞的兒子，也是英國國王喬治三世的孫子。公爵與莫瑞在1793年4月4日在羅馬米恩托酒店舉行的英國聖公會儀式上秘密結婚。随后於同年12月5日在威斯敏斯特汉诺威广场的聖乔治教堂再次结婚，在這場婚禮上他們使用了他們的真名，但卻並沒有透露他們的身份。這段違反了喬治三世製定的《1772年王室婚姻法令》，因此違反了法律，至少在英國法律是這樣的。他們的長子奧古斯都出生後，這段婚姻被喬治三世發現並廢除，使他們的孩子成為了私生子。奧古斯都在洗禮時被命名為奧古斯都·弗雷德裡克，即他父親的名字。奧古斯都曾短暫使用漢諾威的姓氏，後來改用埃斯特。後來，奧古斯都就讀於哈羅公學。
1811年，他被任命为陆军第7步兵团中尉。1815年，他晋升为约克猎兵连的连长 ，此后不久，他调到第12步兵团，然后于1817年担任第9轻龙骑兵团的一个部队的队长。 1822 年，他获得了第11步兵团的少校军衔，转入近卫龙骑兵第4团那年晚些时候。1824年，他通过购买晋升为中校，并于1838年被授予名誉上校军衔。1830年，威廉四世任命他为民事骑士指挥官、並授予了皇家圭尔夫勋章（KCH）和下級勳位爵士。他还获得了公民名单养老金，并担任圣詹姆斯公园和海德公园的副护林员。此外，奧古斯都也是原住民保護協會的積極會員，奧古斯都對美洲原住民十分感興趣。他为密西沙加的传教士和领袖彼得·琼斯提供了大量帮助，后者主张美洲原住民拥有他们在上加拿大的土地所有权。
当他的父亲薩塞克斯公爵奧古斯都·弗雷德里克王子於1843年去世时，奥古斯都试图要求获得薩塞克斯公爵及其附屬頭銜的爵位，但英國上议院决定反对他的要求，因为王子的婚姻已经无效。虽然他与女性有染，但他从未结婚，因此，即使他继承了他父亲的头衔，这些头衔也会随着他的去世而消失。1848年，奧古斯都逝世於肯特拉姆斯蓋特。

## 疾病
奧古斯都是有記錄的最早可以明確診斷多發性硬化症的人 。他的多發性硬化症在他生前並未被診斷出來，但從他的日記中可以得知。德埃斯特留下了一份詳細的日記，描述了他與這種疾病的22年生活。他於1822年開始寫日記，最後一次日記是在1846年。直到1948年才為人所知。在生病期間，他出現了雙腿無力、手部笨拙、麻木、頭暈、膀胱功能障礙和勃起功能障礙。到1843年，他出現了持續的症狀，包括震顫和夜間痙攣，並於1844年開始使用輪椅。在他生命的最後幾年裡，他只能臥床不起。儘管患病，他仍保持樂觀的生活態度。